# Theuma zuluensis
Theuma zuluensis là một loài nhện trong họ Gnaphosidae.
Loài này thuộc chi Theuma. Theuma zuluensis được George Newbold Lawrence miêu tả năm 1947.